# Religião na Nigéria
Várias religiões na Nigéria coexistem, contribuindo para acentuar diferenças regionais e étnicas. Todas religiões representadas na Nigéria, foram praticadas em todas as grandes cidades em 1990. No entanto, Islão dominava o norte e manteve números consistentes  no Sudoeste, parte iorubá do país. Protestantismo e Cristianismo sincrético local, também estão em evidência em áreas iorubás, enquanto Catolicismo domina os ibos e domínios estreitamente ligados. Tanto o protestantismo e o catolicismo dominam nos ibibios, anangues e efiques. O censo indicou que 43% dos nigerianos eram cristãos, 51% muçulmanos e 8% membros de congregações locais indígenas. Se preciso, isso indica um aumento acentuado desde 1953, o número de cristãos (cerca de 13%); uma ligeira queda entre aqueles que professam crenças indígenas, em comparação com 20%; e apenas uma modesta (4%) a ascensão dos muçulmanos. Houve crescimento na Igreja Apostólica de Cristo (o primeiro Movimento Aladura na Nigéria) e a Igreja Aladura, uma seita cristã indígena que foi especialmente intensa nas áreas iorubás, e das igrejas evangélicas em geral,
espalhando-se em adjacentes e o Cinturão Médio da áreas sul.
Em geral, porém, o país deve ser visto como tendo um norte, predominantemente muçulmano, um misto de cristão e muçulmano no Sudoeste e Cinturão Médio, um não-muçulmano, cristão principalmente no Sudeste e Sul-Sul, com cada um como uma fé minoritária, na região da outra.
| Religião     | Ano  | Número de adeptos (Com base em levantamento de 2013, 148M. Pop.) | Percentagem da População Total |
| ------------ | ---- | ---------------------------------------------------------------- | ------------------------------ |
| Islamismo    | 2013 | 85 336 000                                                       | 51.2%                          |
| Cristianismo | 2013 | 75 740 000                                                       | 40.5%                          |
| Outras       | 2013 | 4 000 000                                                        | 2.4%                           |

## Islã

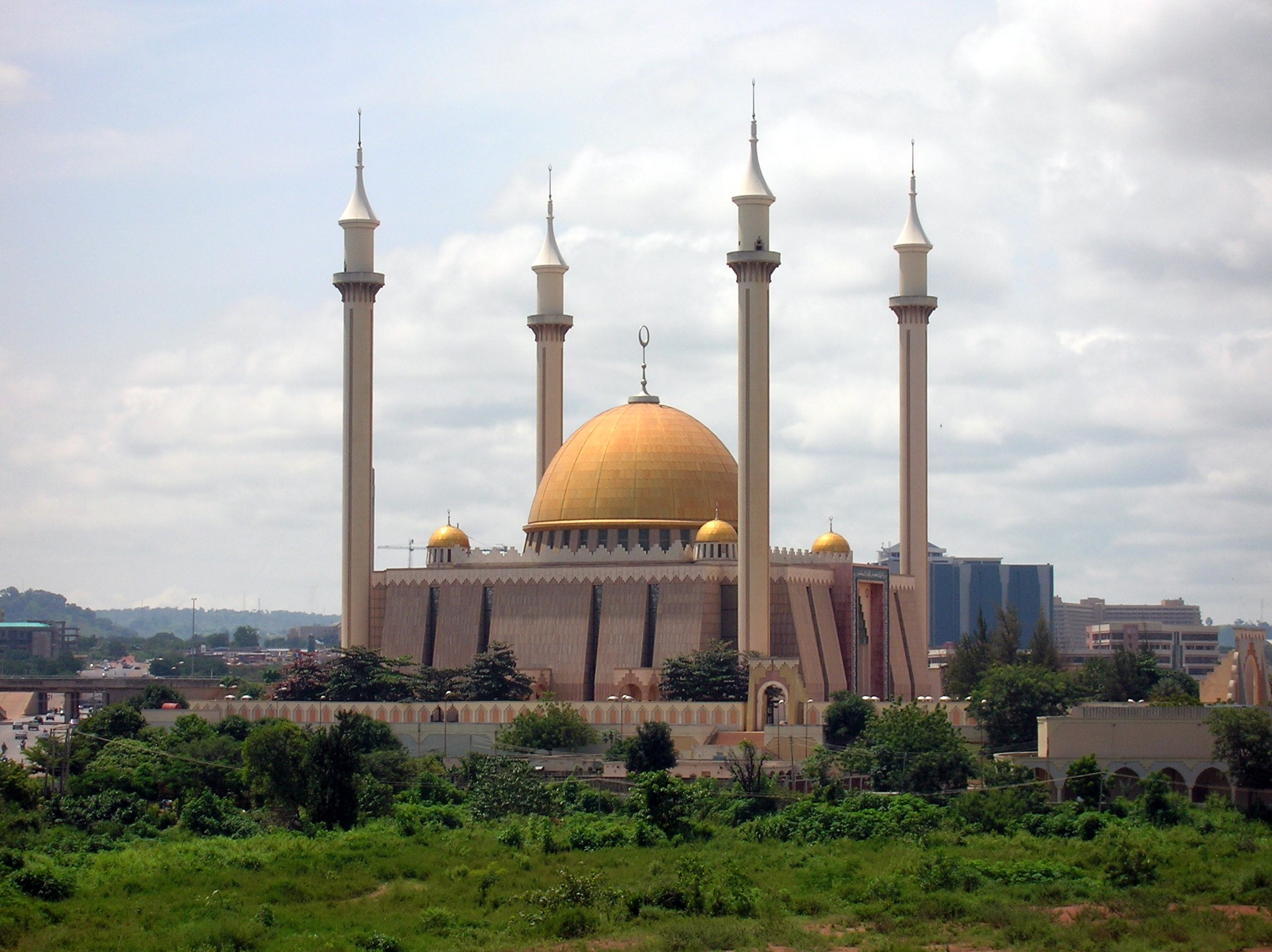
Mesquita Nacional de Abuja

Islão ou Islã é uma religião tradicional na África Ocidental. A Nigéria possui uma das maiores populações de muçulmanos na África Ocidental. O Islão foi introduzido ao norte da Nigéria já no século XI e foi bem estabelecido nas principais capitais da região por volta do século XVI, disseminação no campo e em direção ao planalto Cinturão Médio. Usmã dã Fodio estabeleceu um governo no Norte da Nigéria baseada no Islão antes do advento do colonialismo. O governo colonial britânico, portanto, estabeleceu regra indireta no Norte da Nigéria baseada na estrutura do governo. Islã também vieram para o sudoeste, áreas de língua iorubá durante o tempo do Império do Mali de Mansa Musa. O iorubá coloquialmente referiu o Islã como "Esin-Mali" ou alguns dirão "Esin-Mole", o que significa a religião do Mali. Muçulmanos na Nigéria, pratica a escola de jurisprudência maliquita e são na sua maioria muçulmanos sunita. Os muçulmanos xiitas da Nigéria estão localizados principalmente no Socoto.

## Cristianismo

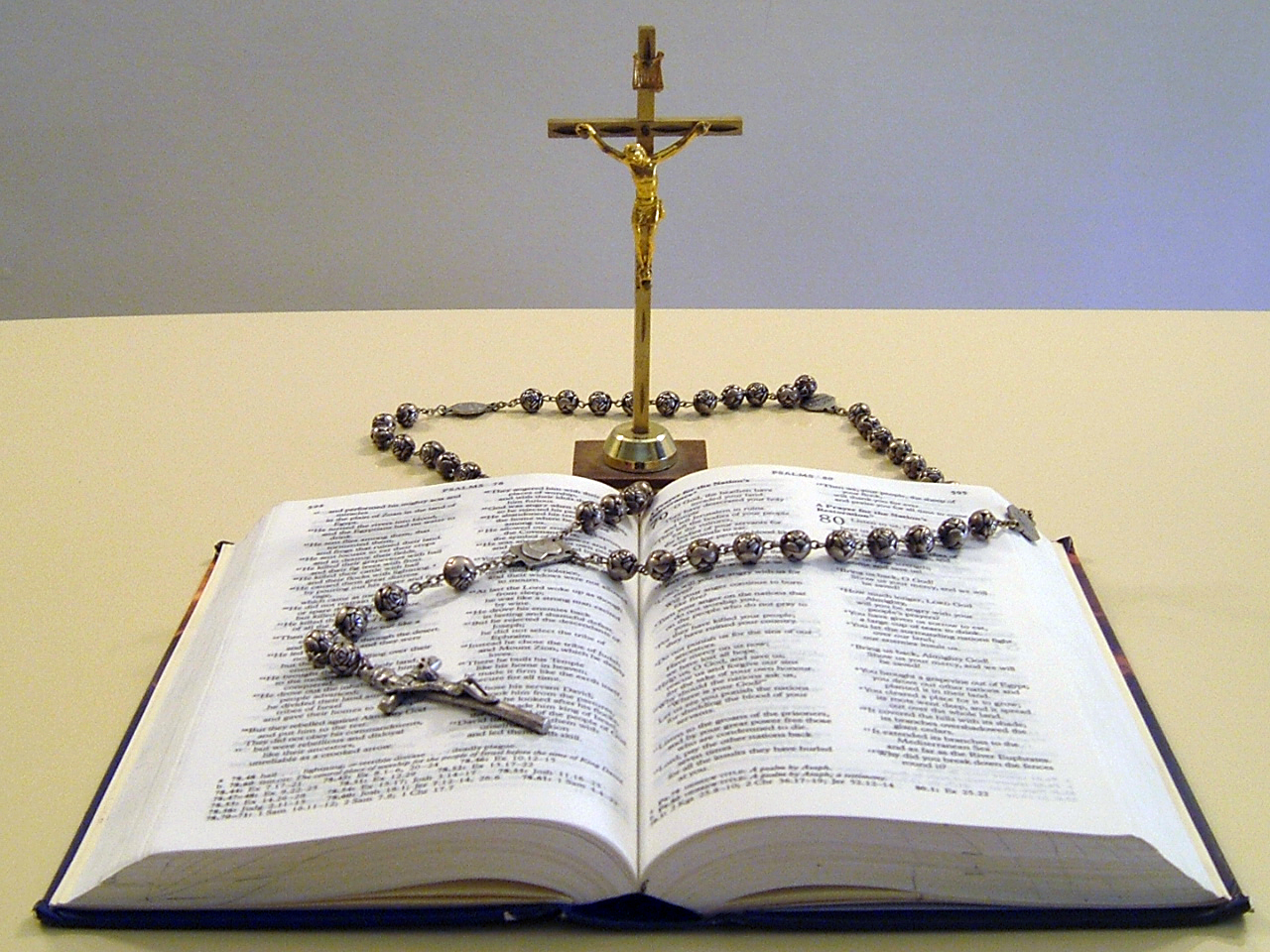

Cristianismo é a segunda maior religião na Nigéria, de acordo com o levantamento mais recente, cristãos constituem 40,5% da população, enquanto que os muçulmanos são 51,2% e adeptos de religiões indígenas 2,4%.

### Igreja da Nigéria
De acordo com uma estimativa de 2018 no The World Factbook da CIA, a população é estimada em 53,5% de muçulmanos, 45,9% de cristãos (10,6% de católicos romanos e 35,3% de protestantes e outros cristãos) e 0,6% de outros. Em um relatório de 2019 divulgado pelo Pew Research Center em 2015, a população muçulmana foi estimada em 50%, enquanto a população cristã foi estimada em 48,1%.

## Crenças tradicionais

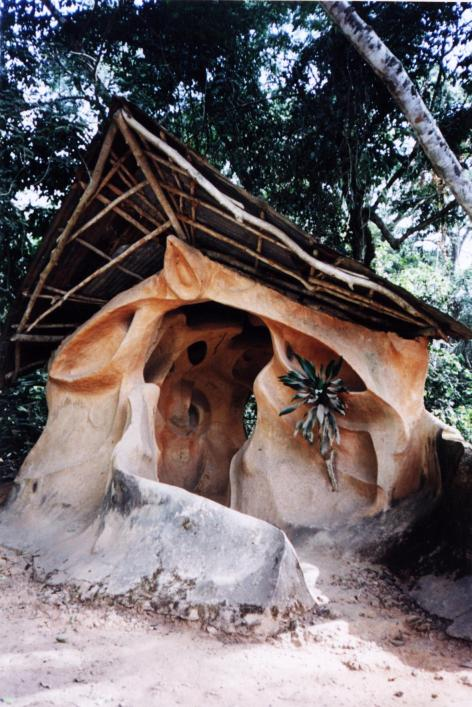
Templo de Oxum em Oxobô, Nigéria

Juntamente com a principal seita religiosa está o sistema de crença tradicional, que sem contradizer o direito civil consegue também reger a ética e a moral entre grande parte da população. 

### A religião tradicional entre os iorubás
Nas cidades estado da Iorubalândia e seus vizinhos, de forma mais reservada, permanece aquele que expressa uma teologia que liga crenças locais para um governo cidadela central e sua soberania sobre o interior das comunidades através do monarca. O assento do rei (Obá) é responsável pelo bem-estar de sua jurisdição, em troca de confirmação da legitimidade do governo do obá sobre seus súditos.

## Outras religiões

### A Fraternidade Oboni Reformada
Uma fraternidade que incorpora as referências e as insígnias da Oboni original, é baseado em antigos ritos, usos e costumes. Fundada em 1914 pelo Ven. Archdeacon T. A. J. Ogunbiyi. A associação está aberta a todos os adultos que abraçam uma não-idólatra fé em Deus. A Fraternidade é sediada em Lagos, na Nigéria. Em 1996, tinha cerca de 710 conclaves/Lodges ou Iledi na Nigéria e no exterior.